# 105e division d'infanterie de forteresse
Pour les articles homonymes, voir 105e division.
La 105e division d'infanterie de forteresse (105e DIF) est une unité de l’Armée française de la Seconde Guerre mondiale, affectée à la Ligne Maginot. Elle est créée par transformation du Secteur fortifié de Mulhouse en mars 1940. La division combat face à la Wehrmacht à la fin de la bataille de France en juin 1940.

## Chefs de la105edivisiond'infanterie de forteresse
- 1940 : général Didio (sl)

## Composition
- 10e régiment d'infanterie de forteresse
- 371e régiment d'infanterie
- 2e groupe du 159e régiment d'artillerie de position
- 7e bataillon de mitrailleurs
- 8e bataillon de mitrailleurs

## Rattachements
- 13e corps d'armée, 8e armée[1]

## Historique
Vers la fin de la bataille de France, la division se replie vers les Vosges avec la 104e DIF, à la suite de l'Opération Kleiner Bär, un assaut de la 7e armée allemande le 15 juin 1940 sur le Rhin. Elle se rend aux Allemands entre les 23 et 26 juin 1940.

## Sources